# Dick Cavett Meets ABBA
Dick Cavett meets ABBA — телевизионное шоу 1981 года с участием группы ABBA и известного американского телеведущего Дика Каветта, совместное производство Polar Music (лейбл группы ABBA), шведского телевидения (SVT) и Второго немецкого телевидения (ZDF). Программа включала в себя мини-концерт из девяти песен, причём пять из них были исполнены ABBA «вживую» лишь в этот раз. Это шоу стало последним живым концертом ABBA.
Возможно, одной из причин съёмок телепрограммы стало нежелание участников ABBA отправиться в турне, которое от них ожидалось. Репетиции прошли 25-26 апреля, интервью с Диком Каветтом было снято 27 апреля 1981 года; запись выступлений пришлась на 28-29 апреля.
Пять из девяти песен впервые изданы на втором DVD в 2005 году вошедшим в комплект коробку The Complete Studio Recordings.
Остальные песни не были найдены в архиве шведского телевидения. Немецкая сторона незадолго до выпуска сего комплекта предложила свою помощь с восполнением недостающих песен, однако шведская сторона её не приняла. Стоит особо отметить что впервые живая телевизионная запись сопровождена пятиканальной звуковой дорожкой, что позволяет услышать ведущие женские голоса почти без инструментального сопровождения.

## Список композиций
- «Gimme! Gimme! Gimme! (A Man After Midnight)»
- «Super Trouper» [3]
- «Two for the Price of One» [4]
- «Slipping Through My Fingers» [4]
- «Me and I» [4]
- «On and On and On» [3]
- «Knowing Me, Knowing You»
- «Summer Night City»
- «Thank You for the Music»

## Интересные факты
- Во время интервью ABBA также исполнили песню Don’t Fence Me In. Бенни Андерссон также исполнил свою новую композицию Lotties Schotties, но она не вышла в эфир.
- Существует три версии шоу, но ни одна не включает все 9 песен.